# Przyborowice Dolne
Przyborowice Dolne – wieś sołecka w Polsce położona w województwie mazowieckim, w powiecie płońskim, w gminie Załuski.
| SIMC    | Nazwa    | Rodzaj    |
| ------- | -------- | --------- |
| 0129952 | Zarzecze | część wsi |

W latach 1975–1998 miejscowość administracyjnie należała do województwa ciechanowskiego.
Wierni Kościoła rzymskokatolickiego należą do parafii Świętego Stanisława Biskupa Męczennika w Starej Wronie.